# Vreemde materie
Vreemde materie is een substantie opgebouwd uit eenzelfde hoeveelheid upquarks, downquarks en strangequarks plus een kleine hoeveelheid elektronen, opdat het geheel elektrisch neutraal is. Vreemde materie ontstaat als protonen en neutronen uiteenvallen in up- en downquarks, en bepaalde quarks onder hoge druk worden omgezet in strangequarks. Dit fenomeen zou plaatsvinden in de kern van vreemde sterren, een variant van de neutronenster. 
Vreemde materie zou de stabielste substantie uit het universum zijn. Dit is te danken aan het feit dat vreemde materie de kleinste rustenergie per nucleon (kerndeeltje) heeft.
Daarnaast zou het, op zwarte gaten na, ook de hoogste dichtheid hebben. Een kubieke meter van vreemde materie heeft een massa van ongeveer een miljard ton.

## Besmettelijk
Doordat vreemde materie zo stabiel is, zal elke substantie waarmee het mee in contact komt, ook in vreemde materie worden omgezet.
Vreemde materie wordt normaal gezien alleen gevonden in quarksterren die bestaan uit quark–gluonplasma. Er is echter een hypothese waarbij deze vreemde materie ook andere sterren of planeten zou kunnen besmetten. Dit fenomeen zou zich voordoen als een vreemde ster (neutronenster met vreemde materie) botst met een andere neutronenster of een zwart gat. Als dit zich voordoet, kunnen er kleine hoeveelheden vreemde materie de ruimte in geslingerd worden. Men spreekt van strangelets. Als zulke strangelets in contact komen met een ander hemellichaam, zal dit onmiddellijk worden omgezet in vreemde materie.

## Ontstaan
Vreemde materie kan op twee manieren ontstaan, volgens Witten:
- Nadat het heelal begon af te koelen en door de QCD-overgangsfase ging, zou er in het vroege heelal reeds vreemde materie zijn geproduceerd.[1][5]
- Binnenin de kern van neutronensterren zouden onder de extreme omstandigheden vreemde materie gevormd kunnen worden.[1]

## Eigenschappen

### Massa
Aangezien vreemde materie bestaat uit een soort soep van vier soorten fermionen (namelijk up-, down-, strangequarks en elektronen), hoeft men alleen de massa van strangequarks te beschouwen (de massa van up-, downquarks en elektronen kan men verwaarlozen). De massa van een strangequark bedraagt 0,14 GeV.

## Kandidaat donkere materie
Vreemde materie kan ontstaan zijn tijdens de quark-hadron faseovergang in het vroege universum, en is daarom een mogelijke kandidaat voor donkere materie. Het zou kunnen dat kleine hoeveelheden vreemde materie (strangelets) niet zo zeldzaam zijn in het heelal en dus de ontbrekende massa vormen die donkere materie genoemd wordt.